# Дехтярёва, Зинаида Николаевна

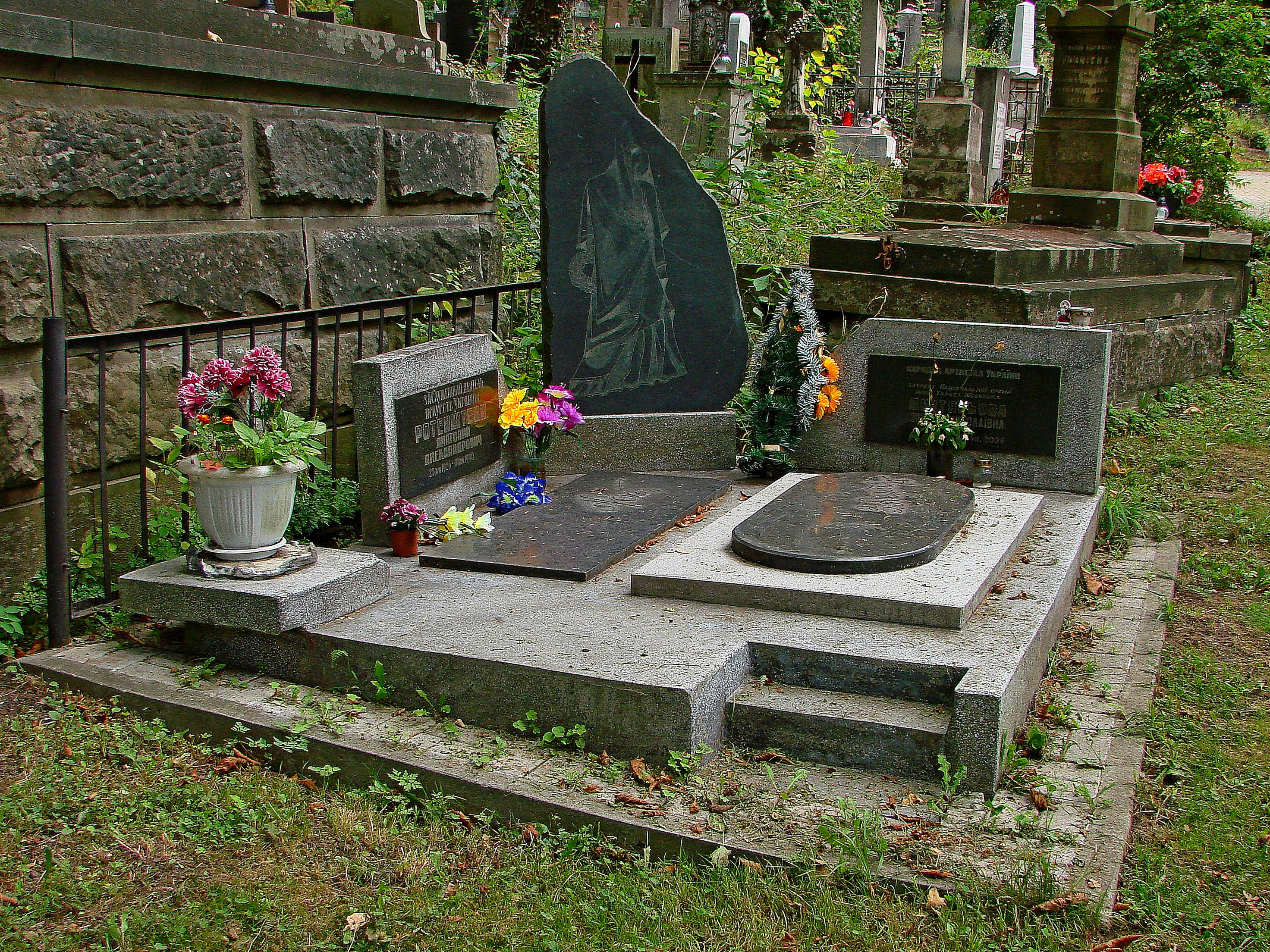
Могилы З. Дехтярёвой и её мужа А. РотенштейнА

Зинаида Николаевна Дехтярёва (укр. Зінаїда Миколаївна Дехтярьова; 30 октября 1927, Одесса, УССР, СССР — 19 июля 2004, Львов, Украина) — советская и украинская актриса театра и кино. Народная артистка Украинской ССР (1968). Лауреат Государственной премии имени Т. Г. Шевченко (1996).

## Биография
Родилась в Одессе. После окончания Одесского музыкального училища в 1950 году была принята в театр музыкальной комедии, который тогда находился во Львове. После перевода театра в Одессу, осталась во Львове. В течение полувека до 2004 года играла на сцене Львовского русского драматического театра Прикарпатского военного округа (ПриКВО).
Зинаида Дехтярёва была «примой», звездой театрального Львова, легендарной актрисой театра ПрикВО, лицом этого театра, любимицей города. Каждый из образов раскрывался ею с особой психологической глубиной.
Зинаида Дехтярёва пользовалась широкой популярностью не только на Украине, но и далеко за её пределами.
Муж — режиссёр, заслуженный деятель искусств Украины Анатолий Александрович Ротенштейн.
Похоронена на Лычаковском кладбище во Львове.

## Творчество

### Роли в театре
За долгое время работы в театре создала на сцене десятки разноплановых образов в спектаклях «Мораль пани Дульской», «Последние», «Пигмалион», «Иркутская история», «Васса Железнова», «Последняя жертва», «Ханума», «Без вины виноватые», «Лес», «Взрослая дочь молодого человека» (постановка Романа Виктюка). Одна из известнейших её ролей в этом театре — Нила Снежко в спектакле «Барабанщица» (по пьесе А. Салынского), которую она сыграла более 350 раз. Богдан Ступка говорил о ней: «Она могла сыграть даже столб с проводами, по которым бежит ток…»

### Фильмография
1. 1959 — Солдатка — Ирина Гаевая
2. 1962 — Улица младшего сына — мать Володи
3. 1966 — Авдотья Павловна — Авдотья Павловна
4. 1967 — Тихая свадьба — Фенька
5. 1967 — Незабываемое — Татьяна Чабан, жена Петра
6. 1969 — 13 поручений — Раиса Павловна, работница базы бочкотары, любительница музыки
7. 1970 — Меж высоких хлебов — Одарка Ивановна
8. 1972 — Всадники — мама Бори
9. 1972 — За твою судьбу — Татьяна
10. 1972 — Лёгкая вода — Зинаида Петровна
11. 1973 — Каждый день жизни — Зина
12. 1973 — До последней минуты — Олена Гайдукевич
13. 1974 — Второе дыхание — тётя Валя
14. 1974 — Рейс первый, рейс последний — работница базы отдыха
15. 1974 — Рассказы о Кешке и его друзьях — Зинаида Николаевна, мама Борьки
16. 1975 — Обретёшь в бою — Анастасия Рудаева
17. 1975 — Мальчишки ехали на фронт — Александра Викентьевна, учительница
18. 1975 — Повторная свадьба — Наталья Петровна Ермолова, государственный санитарный врач крупного портового города, мать Насти
19. 1976 — Отпуск, который не состоялся — мать Валерия
20. 1976 — Волшебный круг — мадам Сивоплясова
21. 1977 — Солдатки — Одарка
22. 1977 — Родные — Вера Тарасова
23. 1978 — Агент секретной службы — эпизод
24. 1979 — Смотрины
25. 1979 — Ипподром — мать Наташи
26. 1979 — Багряные берега
27. 1979 — Шкура белого медведя — Вера Шилова
28. 1979 — Стеклянное счастье — Параска
29. 1980 — Что там за поворотом? — Мария Ивановна, председатель колхоза
30. 1982 — Время для размышлений — Серафима Лаврентьевна Чусова, мать Андрея
31. 1983 — Гонки по вертикали — мать Станислава Тихонова
32. 1983 — Среди тысячи дорог — мать Серёжи Митина
33. 1983 — Весна надежды — Зина
34. 1984 — Наследство — жена генерала Недосекина
35. 1984 — Зачем человеку крылья — Дарья Иванова
36. 1985 — Когда становятся взрослыми
37. 1985 — Валентин и Валентина — бабушка Валентины
38. 1987 — Даниил — князь Галицкий — эпизод
39. 1988 — Штормовое предупреждение — Марьяна Ивановна, мать Горева
40. 1989 — Хочу сделать признание — Павлина мать
41. 1989 — В знак протеста — эпизод
42. 1991 — Грех — Тина, мать Станислава Ляшковского
43. 1992 — Аляска, сэр! — сестра комиссара
44. 1993 — Преступление со многими неизвестными — Олимпия Торская, графиня
45. 1997 — Страсть — бабка

## Признание и награды
- 1960 — Медаль «За трудовое отличие» (24 ноября 1960 года) — за выдающиеся заслуги в развитии советской литературы и искусства и в связи с декадой украинской литературы и искусства в гор. Москве[3]
- 1968 — Народная артистка Украинской ССР
- 1973 — Лауреат VI Всесоюзного кинофестиваля номинация вторая премия за исполнение женской роли в фильме «За твою судьбу»[4].
- 1996 — Лауреат Национальной премии Украины имени Т. Г. Шевченко за роль графини Олимпии Торской в фильме «Преступление со многими неизвестными» (реж. Олег Бийма)[5]